# 小田安正
小田 安正（おだ やすまさ、1844年7月14日〈天保15年5月29日〉 - 1908年〈明治41年〉6月8日）は、明治時代の政治家。代言人。岡山市長。岡山市会議長。

## 経歴
備前藩士の家に生まれる。父は兵制の改革で功を挙げた勤王の志士である三宅正近でその第二子。1870年（明治3年）藩史少監察となり、岡山県権少属（聴訟課出仕）、のち愛知県に出仕し聴訟課勤務で少属に進んだ。1877年（明治10年）5月には岡山県初の代言業を始め、1882年（明治15年）岡山区会議員に選出され同区会議長、 1885年（明治18年）岡山県会議員に当選した。1889年（明治22年）6月、岡山市発足とともに市会議員に当選し、同年7月8日には初代市会議長となった。同年9月21日、岡山市助役となった。ほか、所得税調査委員、徴兵参事会員などを務めた。
1894年（明治27年）7月4日、岡山市長に就任。間もなく日清戦争が始まり、翌年戦勝の記念に柳川筋に柳が植えられた。市長在職中は、旭川堤防の改修工事、土地建物移転税の制定など市税の改正、京橋に街灯を新設、1899年（明治32年）8月の第一次市区拡張、児島湾の干拓事業の開始、1900年（明治33年）市章の制定、同年9月の第六高等学校の開校、ほか県商業学校、県農学校、県立岡山女学校、県立女子師範の開校があった。1902年（明治35年）7月10日、退任した。